# Минино (городской округ город Бор)
Ми́нино — деревня в городском округе Бор Нижегородской области России.
Входит в состав административно-территориального образования Кантауровский сельсовет.
Расположена на северо-западе района, на правом берегу реки Санда (правый приток Линды), примерно в 18 км к северу от райцентра. Соседние сёла: Санда в 200 м на запад, Приклонное в 700 м на северо-запад, Ульяново — 600 м на север и Кантаурово в 1 км на юго-восток.